# ポール・ウェケサ
ポール・ウェケサ（Paul Wekesa, 1967年7月2日 - ）は、ケニア・ナイロビ出身の男子プロテニス選手。
当地のテニス選手として初めて国際的な活躍を果たした選手である。
自己最高位はシングルス100位、ダブルス66位。ATPツアーでダブルス3勝を挙げた。身長187cm、体重79kg。右利き。なお父親のノアはサファリラリーでも活動歴のある元ラリードライバーであり、リフトバレー州トランスンゾイア県選出の国会議員として、国家統一党政権の元で環境・鉱物資源大臣、科学技術大臣を歴任した政治家でもある。

## 選手経歴
アメリカのチャップマン大学在学中の1987年にプロ入り。ダブルスでは翌1998年に早くもイスラエル・テルアビブ大会で優勝を果たすなど好調であったが、シングルスにおいては1989年全豪オープンの2回戦敗退以降ツアーレベルで結果を残すことが中々出来ず、暫くダブルスに注力する時期が続いた。
そんなウェケサのシングルスキャリアに転機が訪れる。1994年全豪オープンにおいて5年振りに4大大会シングルス本戦出場を果たしたウェケサはそれまでに地元ナイロビでの一勝しか経験がなかったチャレンジャー大会でも2大会で優勝。翌1995年からは久し振りにツアーレベルの大会でも勝ち星を挙げるようになり、同年5月には自身最高位のシングルスランク「100位」をマークした。
テニス不毛の地であるケニアにおいて画期的な記録を残したウェケサであったが、彼の引退後はATPポイントを獲得した選手すら殆どおらず、後進育成が進んでいないのが現状である。